# Kafloosquelle
Koordinaten: 50° 6′ 21,4″ N, 9° 18′ 10,2″ O
Die Kafloosquelle ist eine Quelle bei Kleinkahl im Landkreis Aschaffenburg in Bayern.

## Geographie

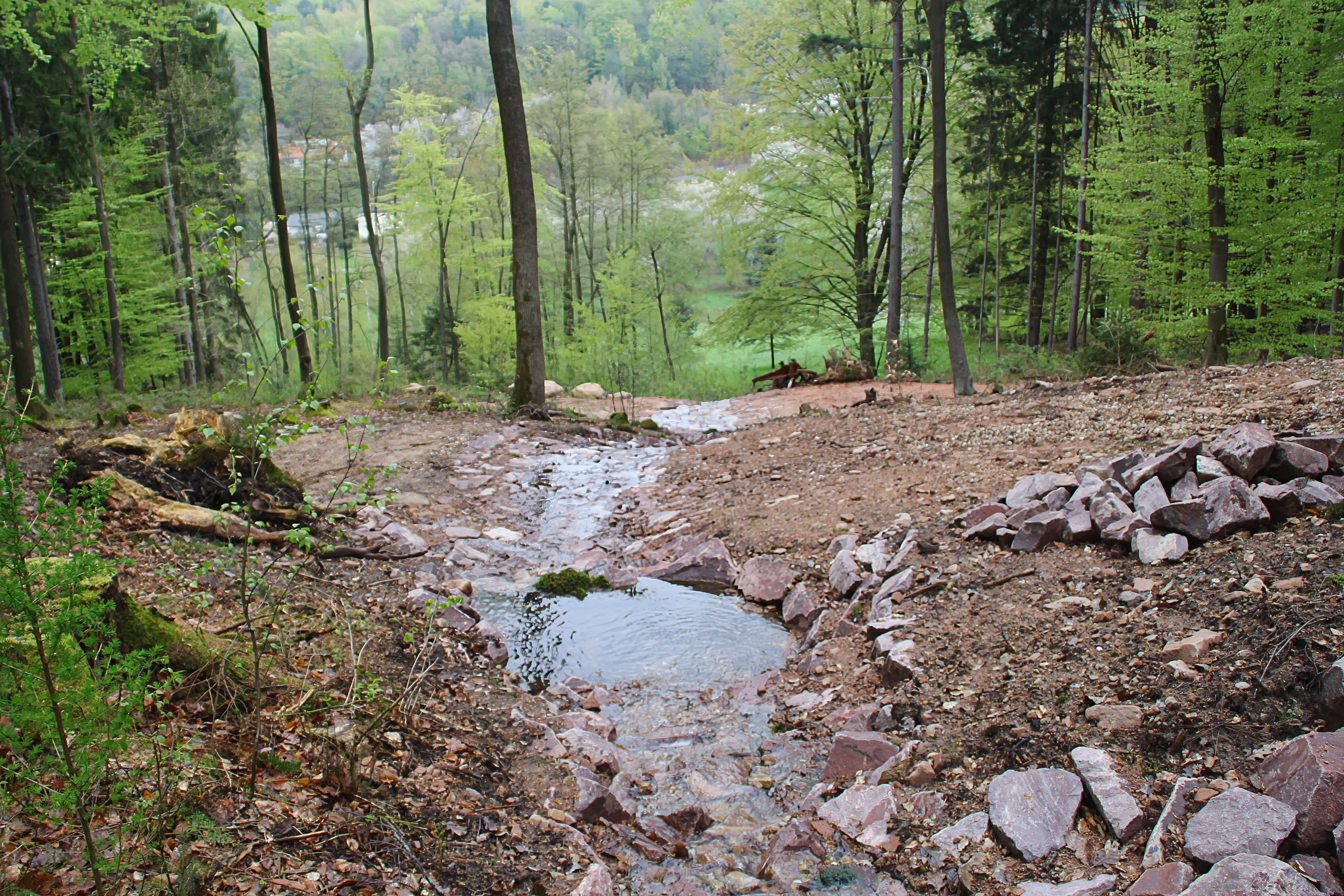
Der an der Kafloosquelle entspringende Bach fließt Richtung Edelbach

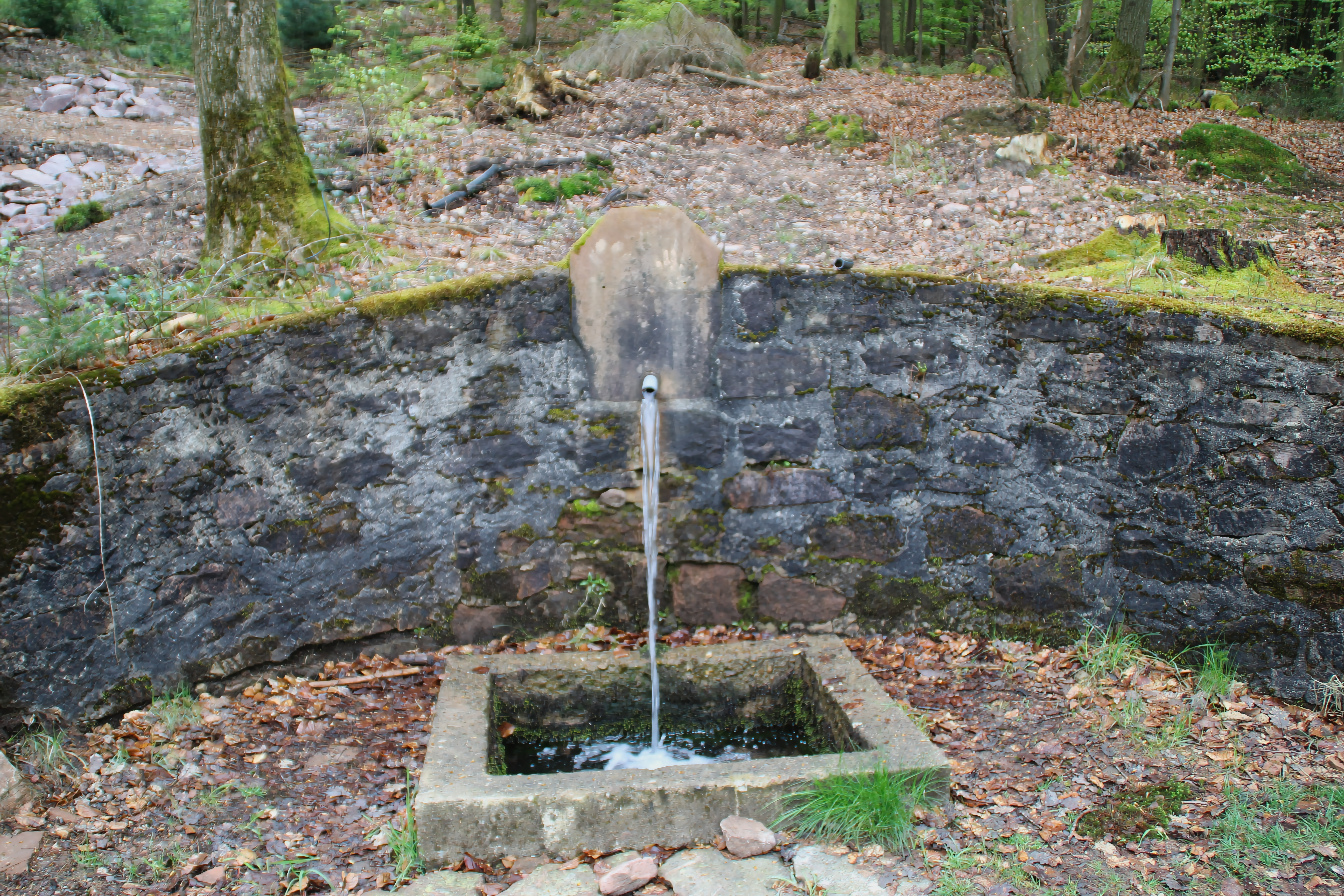
Brunnen unterhalb der Kafloosquelle

Die Kafloosquelle liegt auf der Gemarkung des gemeindefreien Gebietes Schöllkrippener Forst südöstlich von Edelbach auf etwa 327 m ü. NHN am nördlichen Hang des Sommerberges (466 m) im Tal des Edelbaches. Von der Quelle verläuft der dort entspringende Bach durch ein Buntsandsteinbett und mündet nach insgesamt etwa 200 m von links in den Edelbach, einen Zufluss der Kahl. Das Quellwasser speist einen alten Brunnen, der sich unterhalb der Kafloosquelle befindet.

## Geschichte
Im November 2015 wurde die Kafloosquelle und 75 m des Bachlaufes als Gemeinschaftsprojekt des Staatsforstes und des Landesbundes für Vogelschutz renaturiert. Aufgrund der anhaltenden Trockenheit war die Schüttung der Quelle jedoch so gering, dass im Sandsteinbett des Bachlaufes fast kein Wasser floss. Deshalb wurde das Projekt erst Ende Februar 2016 der Öffentlichkeit vorgestellt.
In der Zeit vor der Renaturierung war die Quelle in Tonrohre gefasst und das Wasser in einen Sammelschacht aus Beton geleitet worden. Von dort verlief ein Kunststoffrohr zur Brunnenanlage unterhalb der Quelle. Diese 1960 errichtete Quellfassung versorgte früher den Ort Edelbach mit Trinkwasser. Es bestand aber bereits eine noch ältere Quellfassung der Kafloosquelle, die das frühere Forsthaus versorgte.

## Flora und Fauna
An der Kafloosquelle leben die Larven des Feuersalamanders und anderer Amphibien.